# زبابة أريزونية
زبابة أريزونية (الاسم العلمي: Sorex arizonae) (بالإنجليزية: Arizona Shrew)‏ هي نوع من الثدييات يتبع جنس الزبابة من فصيلة الزبابات.